# Āghjeh
Āghjeh är en ort i Iran.   Den ligger i provinsen Nordkhorasan, i den nordöstra delen av landet, 600 km öster om huvudstaden Teheran. Āghjeh ligger 781 meter över havet och antalet invånare är 284.
Terrängen runt Āghjeh är huvudsakligen kuperad, men västerut är den platt.Runt Āghjeh är det ganska glesbefolkat, med 27 invånare per kvadratkilometer. Närmaste större samhälle är Badrānlū, 18,4 km söder om Āghjeh. Omgivningarna runt Āghjeh är i huvudsak ett öppet busklandskap.